# Spectrumanalyzer

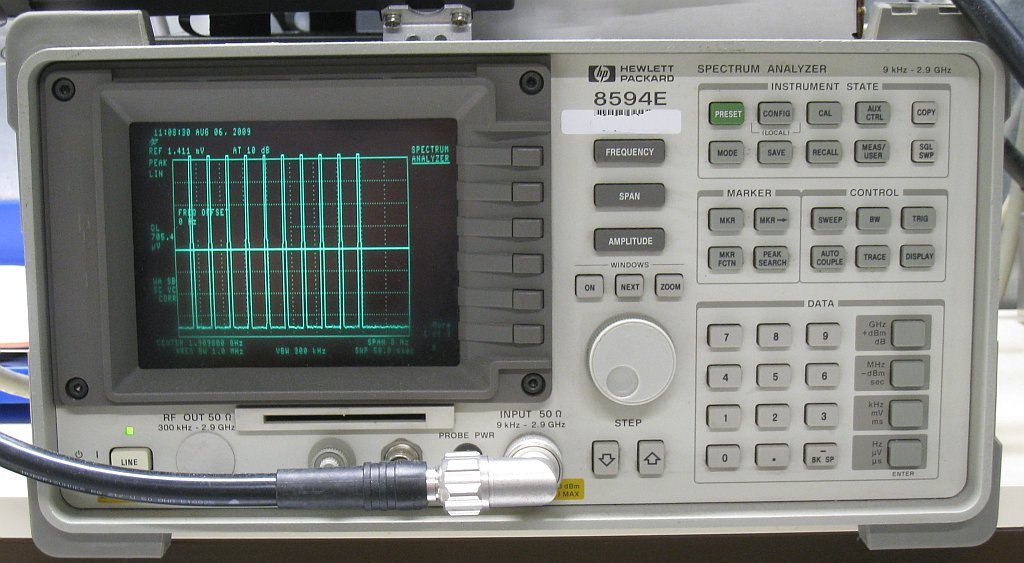
Spectrumanalyzer van Hewlett-Packard

Een spectrumanalyzer is een meetinstrument waarmee een frequentie-spectrum van een signaal kan worden weergegeven. 

## Analoge spectrumanalyzers
In de tijd voordat computers gemeengoed waren, werd een spectrumanalyse puntsgewijs opgetekend op papier door middel van het gebruik van een variabel filter. 
Na grote stappen in de ontwikkeling van buizen en transistor techniek werd met behulp van een VCO het inkomend signaal gemixt en vervolgens door een nauwbandig filter gestuurd. Door de amplitude af te zetten tegen het ingangs signaal van de VCO kan het spectrum nauwkeurig in kaart worden gebracht. Met deze techniek bracht men in de jaren 60 al analyzers op de markt die tot voorbij de 60GHz konden meten met een sensitiviteit van minimaal -60 dB in het hogere meetbereik (zie Hewlett Packard 8551A, Polarad AN/UPM-84A, etc.).
Deze techniek wordt nog steeds vaak toegepast in RF toepassingen, echter met een digitale invoer en uitlezing voor gebruikers gemak.

## Digitale spectrumanalyzers
Met de microcomputer werd het mogelijk een frequentiespectrum met behulp van FFT te laten berekenen en vervolgens op een oscilloscoop-achtig beeldscherm weer te geven. Huidige audio-spectrumanalyzers bestaan anno 2005 meestal uit een computerprogramma dat zijn meetsignaal uit een al dan niet aangepaste geluidskaart betrekt. Voor metingen aan zendapparatuur zijn analyzers op de markt die tot 20 GHz kunnen meten.

## Toepassingsvoorbeelden
Enkele toepassingsvoorbeelden:
- Laagfrequent: Bij een audio versterker kan de harmonische vervorming gemeten worden, wat iets zegt over de kwaliteit van de versterker. De harmonische vervorming bestaat uit de dubbele (en drievoudige enz.) frequenties die een versterker onbedoeld genereert bij het versterken van een grondtoon.
- Hoogfrequent versterker: Bij het ontwerpen van een zender of hoogfrequentversterker kunnen de ongewenste frequenties worden gemeten die de versterker toevoegt.
- Hoogfrequent, kwaliteitscontrole: De Europese Unie stelt bij het CE-keurmerk eisen aan apparaten met betrekking tot de ongewenste radiogolven die geproduceerd mogen worden. Door een antenne op een spectrumanalyzer aan te sluiten kunnen deze stoorsignalen gemeten worden.